# Guadalupe Velázquez
José Guadalupe Velázquez Alarcon (* 12. August 1923; † 1959) war ein mexikanischer Fußballspieler auf der Position eines Stürmers.

## Biografie

### Verein
Der im Bundesstaat Jalisco aufgewachsene Velázquez begann seine Profikarriere 1943/44 in der Eröffnungssaison der neu eingeführten Primera División bei Atlas Guadalajara und wechselte nach einem Jahr zum Puebla FC, bei dem er bis 1950 unter Vertrag stand. Vor der Saison 1950/51 wechselte er zum CD Veracruz und bestritt für diesen Verein bereits am 13. August 1950 das Supercupfinale, das gegen seinen Ex-Verein Atlas mit 1:3 n. V. verloren wurde. Obwohl er in der Saison 1950/51 nachweislich eine Vielzahl von Toren für den CD Veracruz erzielte, führen ihn Quellen im Meisterkader von Atlas Guadalajara auf, wofür es jedoch ansonsten keine Belege gibt. In der Saison 1951/52 stand er erneut beim Puebla FC unter Vertrag.

### Nationalmannschaft
Sein Debüt in der mexikanischen Nationalmannschaft gab Velázquez in einem Testspiel am 26. Mai 1950 gegen Spanien, das mit 1:3 verloren wurde. Auch beim nächsten Textspiel gegen denselben Gegner zwei Tage später, das diesmal torlos endete, stand er auf dem Platz.
Seine weiteren Länderspiele fanden im Rahmen der 1950 ausgetragenen Fußball-Weltmeisterschaft statt, bei der er alle drei Spiele der Mexikaner absolvierte.